# Esposas de Henrique VIII

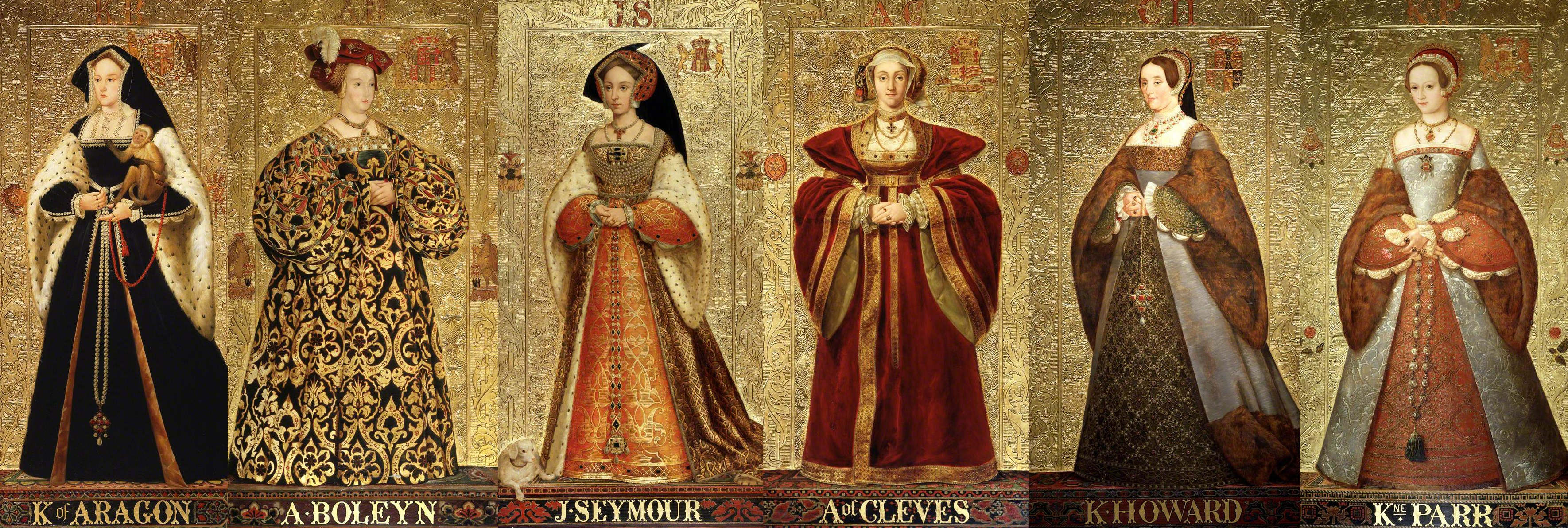
As seis esposas de Henrique VIII, retratos feitos para o Parlamento (entre 1854 e 1860).

Em linguagem comum, as esposas de Henrique VIII eram as seis rainhas consortes do Rei Henrique VIII de Inglaterra entre 1509 e a sua morte em 1547. Em termos legais (de jure), Henrique só teve três esposas, porque três dos seus casamentos foram anulados pela Igreja Anglicana. Nunca lhe foi dado um anulamento pelo Papa, como ele queria, no entanto, para Catarina de Aragão, a sua primeira esposa. Anulamentos declaram que um casamento verdadeiro nunca aconteceu, ao contrário de um divórcio, no qual um casal casado acaba a sua união. Junto com as suas seis mulheres, Henrique teve várias amantes ao longo de sua vida.

## Visão geral

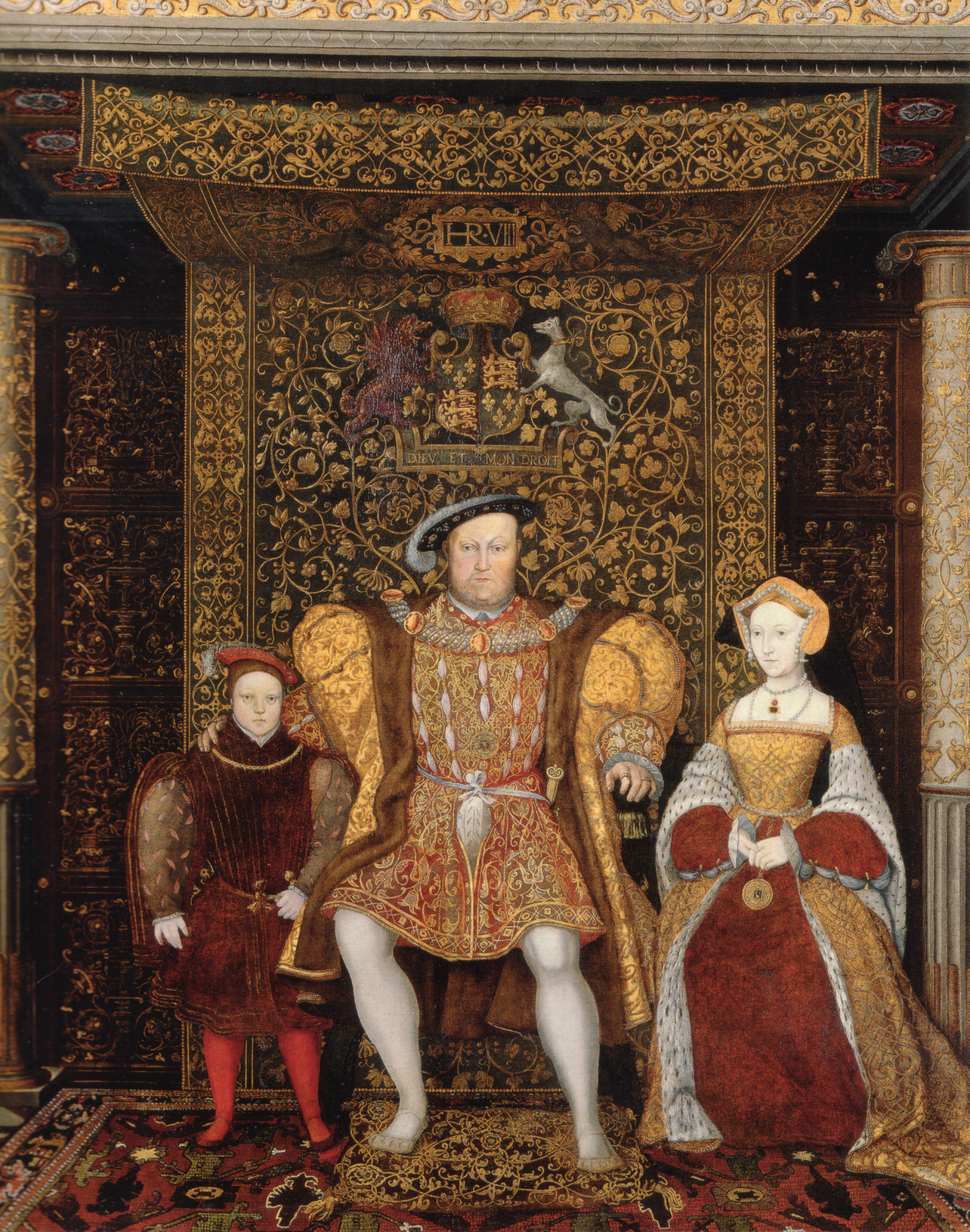
Joana Seymour (direita) tornou-se a terceira esposa de Henrique, retratada com Henrique e o jovem Príncipe Eduardo, c. 1545, por um artista desconhecido. Na altura que isto foi pintado, Henry era casado com a sua sexta esposa, Catarina Parr.

As seis mulheres que foram casadas com Henrique VIII, em ordem cronológica:
| Nº | Nome               | Datas de casamento e duração                                             | Destino do casamento                         | Destino |
| -- | ------------------ | ------------------------------------------------------------------------ | -------------------------------------------- | --- |
| 1  | Catarina de Aragão | 11 de junho de 1509 - 23 de maio de 1533 (23 anos, 11 meses e 12 dias)   | Anulado                                      | Morreu a 7 de janeiro de 1536. Mãe da Rainha Maria I.                                                                                                   |
| 2  | Ana Bolena         | 28 de maio de 1533 - 17 de maio de 1536 (2 anos, 11 meses e 19 dias)     | Anulado (2 dias antes da execução de Bolena) | Decapitada a 19 de maio de 1536 na Torre de Londres. Mãe da Rainha Isabel I.                                                                            |
| 3  | Joana Seymour      | 30 de maio de 1536 - 24 de outubro de 1537 (1 ano, 4 meses e 24 dias)    | Acabou com a morte de Seymour                | Morreu a 24 de outubro de 1537, devido a complicações (febre puerperal) doze dias depois de dar à luz. Mãe do Rei Eduardo                               |
| 4  | Ana de Cleves      | 6 de janeiro de 1540 - 12 de julho de 1540 (6 meses e 6 dias)            | Anulado                                      | Morreu a 16 de julho de 1557. |
| 5  | Catarina Howard    | 28 de julho de 1540 - 13 de fevereiro de 1542 (1 ano, 6 meses e 16 dias) | Acabou com a decapitação de Howard           | Decapitada a 13 de fevereiro de 1542 na Torre de Londres                                                                                                |
| 6  | Catarina Parr      | 12 de julho de 1543 - 28 de janeiro de 1547 (3 anos, 6 meses e 16 dias)  | Acabou com a morte de Henrique               | Sobreviveu a Henrique VIII, casou de novo com Tomás Seymour (irmão de Joana Seymour, terceira mulher de Henrique VIII). Morreu a 5 de setembro de 1548. |

O primeiro casamento de Henrique com Catarina de Aragão durou quase 24 anos, com os seguintes cinco a durar menos de 10 anos combinados.
O historiador inglês e especialista da Casa de Tudor, David Starkey, descreve Henrique VIII como marido: 
O que é extraordinário é que no começo dos casamentos de Henrique, ele era normalmente um bom marido. Ele era muito terno com elas, pesquisas mostram que ele chamava algumas das suas esposas de "querida". Ele era um bom amante, ele era muito generoso: as esposas recebiam grandes povoamentos e joias. Ele era imensamente atencioso quando elas estavam grávidas. No entanto, se a sua mulher atual não lhe desse prazer ou fizesse alguma coisa que o irritasse, haveriam consequências. Duas das esposas de Henrique foram decapitadas pelo seu comando.
Um dispositivo mnemónico para lembrar os nomes das consortes de Henrique é "Arrogant Boys Seem Clever, Howard Particularly", indicando os seus "apelidos", como conhecido pela cultura popular: Aragão, Bolena, Seymour, Cleves, Howard, Parr. Uma rima famosa dos seus destinos é: "Divorciada, decapitada, morreu; Divorciada, decapitada, sobreviveu".

### Tecnicalidades
O epigrama divorciada, decapitada, morreu, divorciada, decapitada, sobreviveu é amplamente conhecido pelos estudantes ingleses de história do mundo mas existem algumas notas de rodapé históricas a considerar.
Na medida dos destinos das esposas, tecnicamente, o poema devia ser "anulada, anulada, morreu; anulada, decapitada, sobreviveu" pois o casamento de Henrique VIII com Ana de Bolena foi anulado dois dias antes da sua decapitação, como também os casamentos de Catarina de Aragão e Ana de Cleves serem anulados (religiosos) invés de divorciados (cívico). A base do anulamento de Catarina de Aragão foi uma continuidade retroativa da narrativa anterior da sua transição de Artur para Henrique; enquanto a base do anulamento da Ana de Cleves foi uma não-consumação.
Também é de notar que enquanto Catarina Parr sobreviveu Henrique, Ana de Cleves também o sobreviveu e foi a última das suas rainhas a morrer.

### Descendentes e relações
Catarina de Aragão, Ana Bolena, e Joana Seymour deram cada uma a Henrique VIII uma criança que sobreviveu à infância: duas filhas e um filho, respectivamente. Todas estas três crianças eventualmente ascenderam ao trono como Rei Eduardo VI, Rainha Maria I, e Rainha Isabel I. Além disso, Henrique teve uma relação com Bessie Blount, resultando num filho- Henrique FitzRoy, embora o casamento FitzRoy nunca tenha sido consumado.
Ana Bolena e Catarina Howard eram primas direitas, que foram ambas decapitadas devido a acusações de infidelidade. Joana Seymour era prima de segundo grau de tanto Ana Bolena como Catarina Howard. Várias das esposas de Henrique trabalhavam em serviço de outra esposa, tipicamente como uma dama de companhia. Ana Bolena serviu Catarina de Aragão. Joana Seymour serviu ambas as antecessoras, Catarina de Aragão e Ana Bolena. Catarina Howard também serviu a sua antecessora, Ana de Cleves.

## Catarina de Aragão

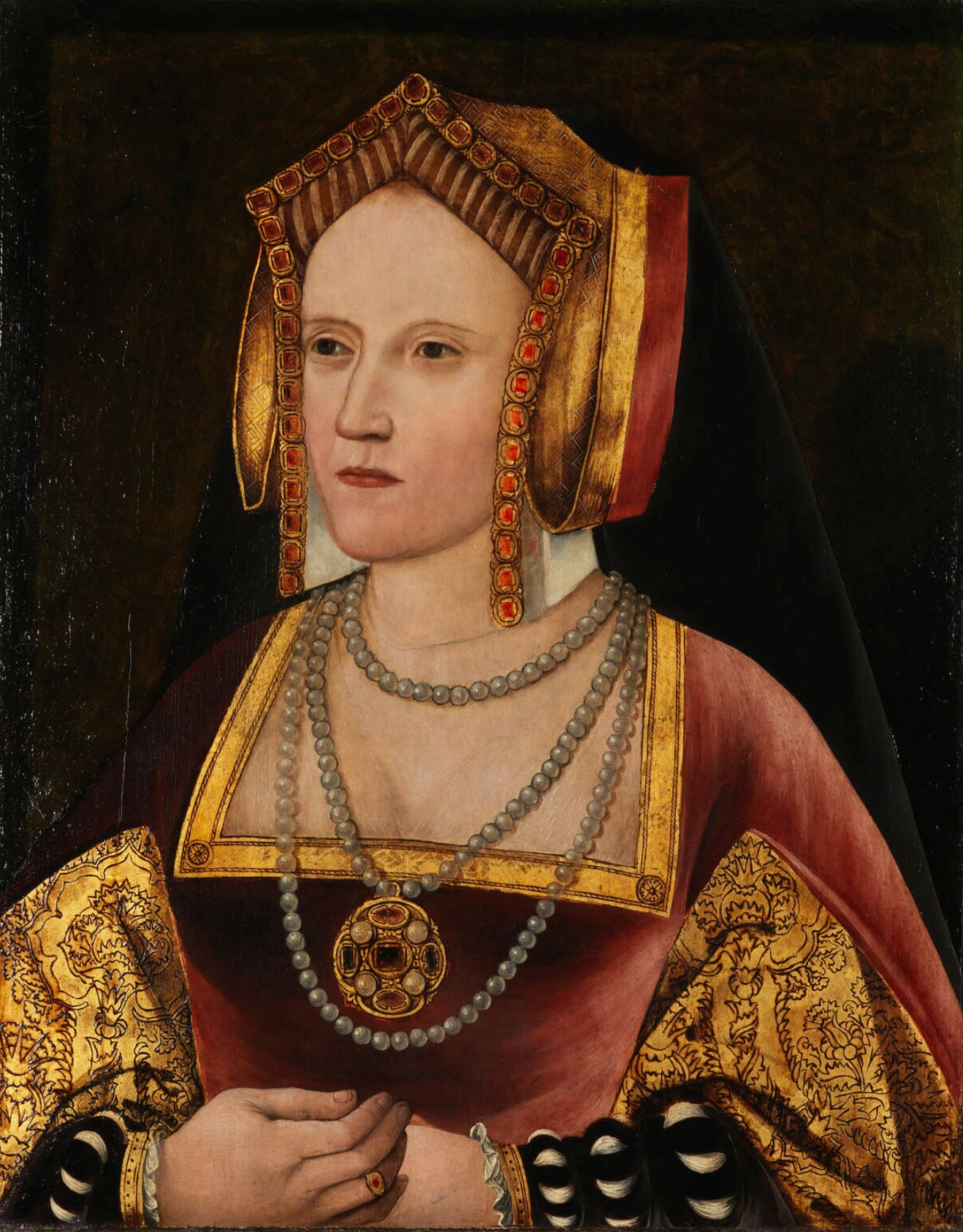
Catarina de Aragão

Catarina de Aragão (16 de dezembro de 1485 - 7 de janeiro de 1536; Espanhol: Catalina de Aragón) foi a primeira mulher de Henrique. Em fontes modernas, o seu nome é normalmente escrito como Catarina, embora ela o escrevesse e assinasse com um "K", que era uma escrita aceite na Inglaterra da época.
Catarina era originalmente casada com Artur, o irmão mais velho de Henrique. Ela era um ano mais velha que Artur e seis anos mais velha que Henrique. Depois de Artur morrer de sudor anglicus em 1502, uma dispensa papal por Henrique VII foi obtida para a permitir casar com Henrique, embora o casamento não ocorresse até ele subir ao trono em 1509, quando Henrique tinha 17 anos e Catarina 23. Catarina ficou grávida pouco depois, mas a menina nasceu morta. Ela engravidou novamente em 1510 e deu à luz Henrique, Duque da Cornualha em 1511, mas ele morreu quase dois meses depois. Ela deu à luz um menino natimorto em 1513, e outro menino que morreu dentro de horas em 1515. Finalmente, com 30 anos, deu à luz uma menina saudável, Maria, em 1516. Depois de dar à luz a Maria, Catarina é citada a dizer, "Somos ambos novos. Se foi uma menina desta vez, pela Graça de Deus os filhos virão a seguir". Infelizmente, ela nunca teve o filho que Henrique tão desesperadamente queria. Passaram dois anos até ela conceber novamente; a gravidez acabou com uma menina que viveu por pouco tempo.
É dito que Henrique realmente amava Catarina de Aragão, pois o professou várias vezes. No entanto, Henrique ficou preocupado pois não tinha um filho para continuar a dinastia Tudor.
Henrique teve várias amantes durante o casamento, incluindo Elizabeth Blount, com quem teve um filho ilegítimo, Henrique FitzRoy. Também teve um caso com Maria Bolena - a filha de Tomás Bolena, Embaixador inglês na França. Mais tarde, Henrique interessou-se pela irmã mais nova de Maria, Ana Bolena, uma dama de companhia de Catarina. Ao contrário da sua irmã, Ana recusava-se ser amante de Henrique. Henrique escreveu várias cartas de amor a Ana, e rapidamente ficou apaixonado por ela. No fim dos anos 1520, era claro que Catarina (agora no meio dos seus 40 anos) não iria ter mais crianças, e Henrique, cada vez mais desesperado por um filho legítimo, planeou casar-se com Ana.
Henrique, na altura um Católico Romano, procurou a aprovação do Papa para um anulamento com base em que Catarina tinha sido primeiro a esposa do seu irmão. Ele usou uma passagem do Antigo Testamento (Levítico Capítulo 20 Verso 21): "E quando um homem tomar a mulher de seu irmão, imundície é; a nudez de seu irmão descobriu; sem filhos ficarão." Apesar da recusa do Papa de anular o casamento, Henrique separou-se de Catarina em 1531; Catarina tinha 45 anos, Henrique tinha 40. Ele ordenou Tomás Cranmer, Arcebispo da Cantuária, a convocar a corte. A 23 de maio de 1533, Cranmer determinou que o casamento com Catarina era nulo. A 28 de maio de 1533, ele pronunciou o Rei legalmente casado com Ana (com quem Henrique tinha secretamente trocado votos de casamento). Isto levou à Inglaterra se separar da Igreja Católica Romana e o estabelecimento de uma Igreja Anglicana separada da jurisdição dessa Igreja.
Pouco depois de se casar com Ana Bolena, Henrique mandou Catarina embora. Ela não viu Henrique, ou a sua filha Maria, outra vez antes da sua morte em isolamento com 50 anos.
William Shakespeare, na peça Henrique VIII, chamou Catarina de "A rainha das rainhas terrestres" (2.4.138).

## Ana Bolena

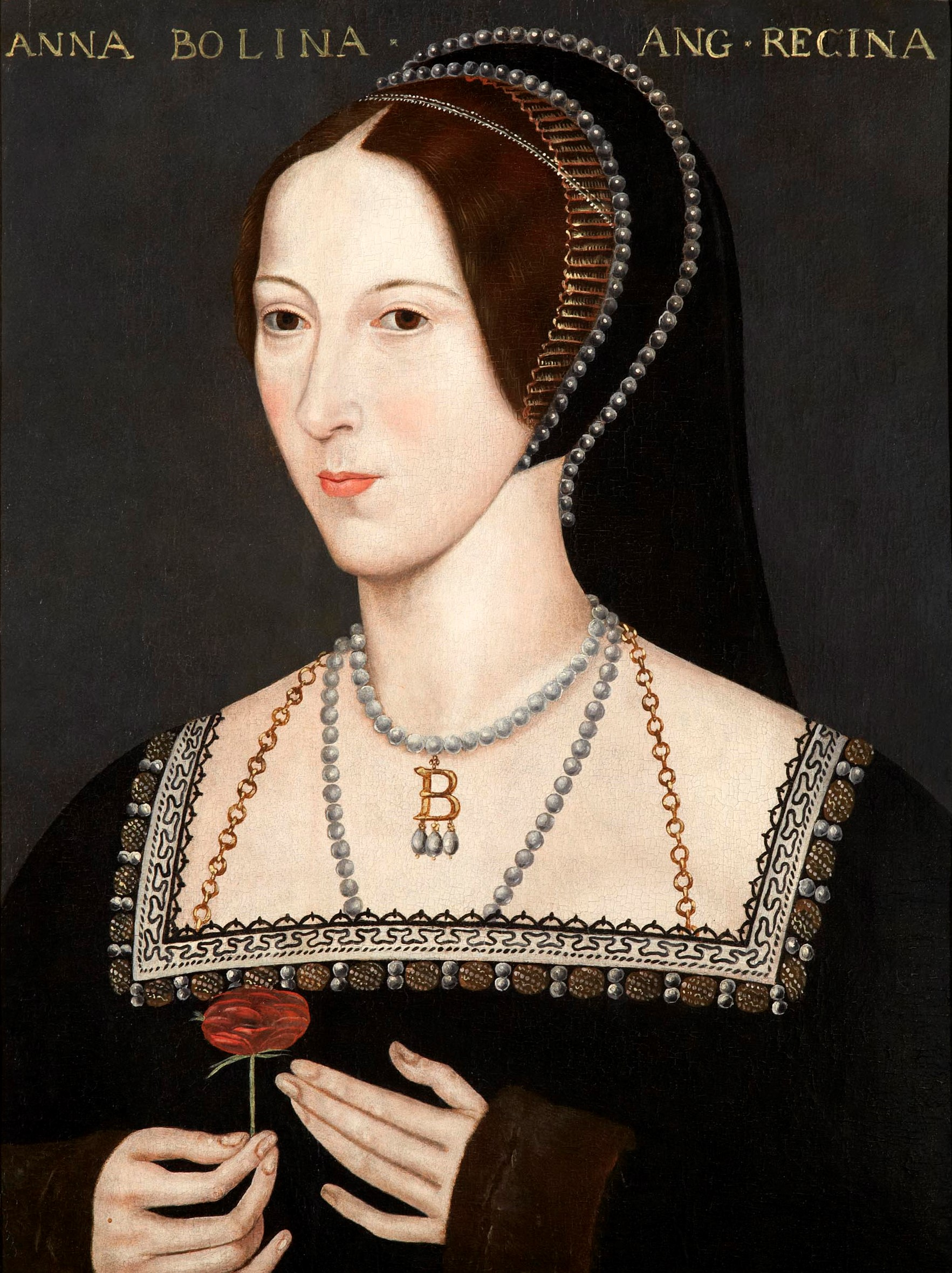
Ana Bolena

Ana Bolena (c. 1501 ou 1507 - 19 de maio de 1536) foi a segunda esposa de Henrique e mãe da Isabel I. O casamento de Henrique com Ana e a sua posterior execução fizeram dela uma figura chave na revolta política e religiosa no começo da Reforma Inglesa. Ela era filha de Tomás Bolena e Isabel Bolena, filha de Tomás Howard, 2.º Duque de Norfolk. Ela tinha cabelo escuro com belas características e boas maneiras; ela foi educada na Europa por Margarida de Áustria. Ela mudou-se então para a França, e viveu lá por alguns anos, maioritariamente como dama de companhia da Rainha Cláudia.
Ana resistiu às tentativas do rei com cartas para a seduzir e recusou ser sua amante como a sua irmã Maria Bolena tinha sido. Rapidamente se tornou o objeto absorvente dos desejos do rei assegurar um anulamento da sua mulher Catarina de Aragão para que se pudesse casar com Ana. Ele escreveu uma carta de amor que fornece provas de algum nível de intimidade entre eles, na qual ele admira os "patinhos bonitos" (peitos) de Ana. Eventualmente ficou claro que o Papa Clemente VII era improvável de dar ao rei um anulamento, então Henrique começou a quebrar o poder da Igreja Católica na Inglaterra pela obsessão atual que tinha com Ana Bolena. Isto desencadeou a Reforma Inglesa.
Henrique dispensou o Cardinal Wolsey do cargo público e mais tarde teve o capelão da família Bolena, Tomás Cranmer, ser nomeado como Arcebispo da Cantuária. Em 1532, Henrique e Ana tiveram um casamento secreto. Henrique tinha 41 anos, e Ana estava no fim dos seus 20. Ela rapidamente engravidou e houve um segundo casamento, desta vez público, em Londres a 25 de janeiro de 1533. A 23 de maio de 1533, Cranmer declarou o casamento de Henrique e Catarina nulo. Cinco dias depois, Cranmer declarou o casamento de Henrique e Ana como bom e válido. Pouco depois, o Papa deu a sentença de excomunhão contra o Rei e o Arcebispo. Como um resultado do casamento de Ana com o Rei, a Igreja de Inglaterra foi forçada a separar-se de Roma e ficar sob o controlo do Rei. Ana foi coroada Rainha consorte de Inglaterra a 1 de junho de 1533, e deu à luz a segunda filha de Henrique, Isabel, a 7 de setembro. Até 1536, ela sofreu vários abortos espontâneos, e falhou em ter um filho. Henrique ficou cansado de Ana e de esperar por um filho; ele procurou por outra amante enquanto Thomas Cromwell, antigo aliado de Ana, criou um plano para a eliminar.
Apesar de provas pouco convincentes, ela foi considerada culpada de ter relações sexuais com o irmão, Jorge Bolena, e outros homens, e Ana foi decapitada a 19 de maio de 1536 por adultério, incesto, e alta traição depois de Henrique ter o seu casamento anulado apenas dois dias antes. Depois da ascensão da sua filha, Isabel I, em 1558, Ana foi venerada como uma mártir e heroína da Reforma Inglesa, particularmente pelos trabalhos de John Foxe. Pelos séculos, ela tem inspirado ou sido mencionada em vários trabalhos artísticos e culturais.

## Joana Seymour

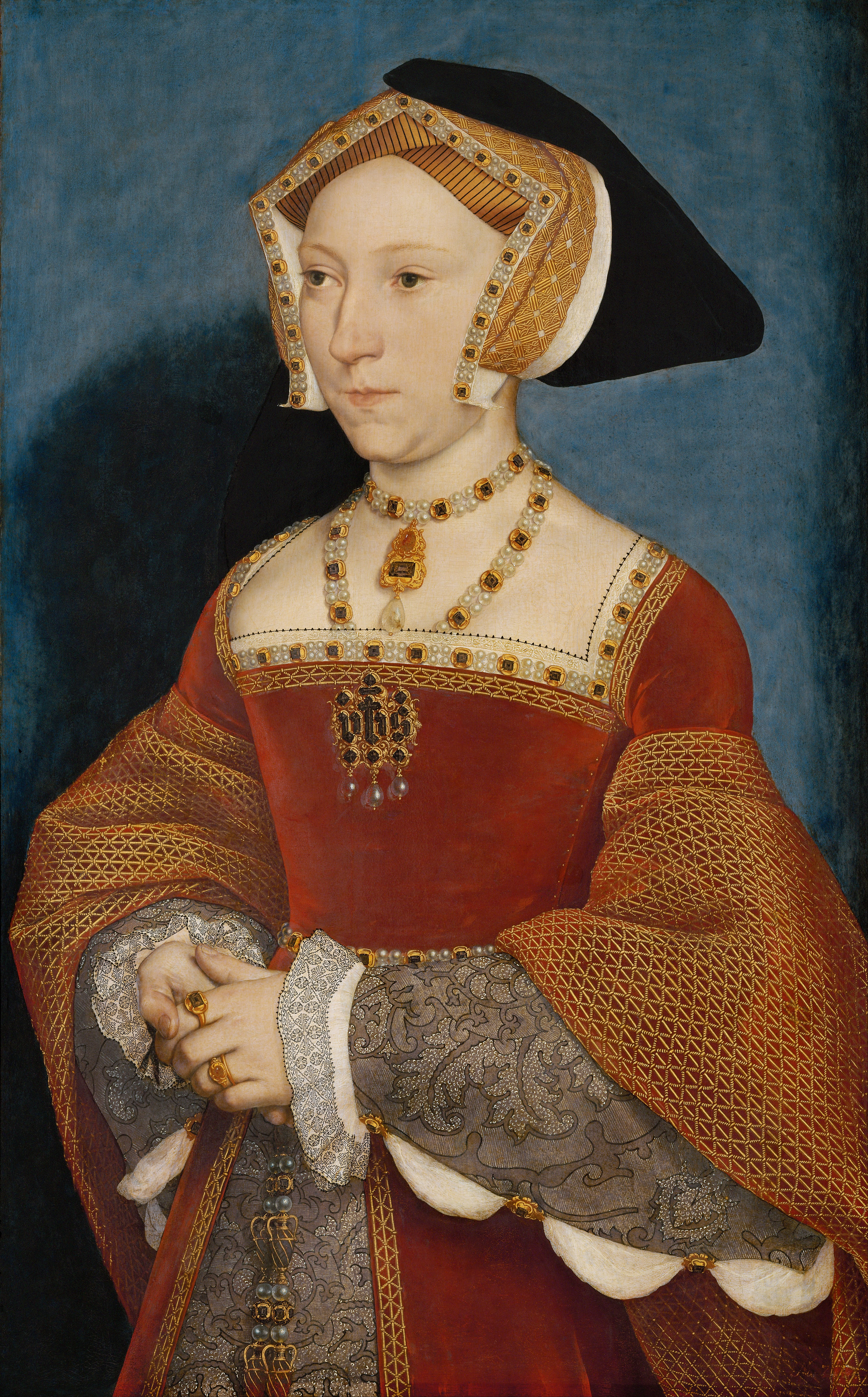
Joana Seymour

Joana Seymour (c. 1508 - 24 de outubro de 1537) foi a terceira mulher de Henrique. Ela serviu inicialmente Catarina de Aragão como dama de honra em 1532 e foi uma das damas de companhia de Ana Bolena.
Jane, filha de João Seymour, um cavaleiro, e Margery Wentworth, nasceu provavelmente em Wulfhall, Wiltshire. Ela era de origem mais humilde que a maioria das esposas de Henrique, podendo apenas ler e escrever um pouco, mas era muito melhor em costura e manutenção da casa, que era considerado mais necessário para as mulheres da época.
Em janeiro de 1536, o Rei interessou-se pela recatada e loira Joana, o completo oposto da Rainha Ana. Quando Ana foi presa por traição em maio de 1536, Joana foi rapidamente movida para os apartamentos reais.
Joana casou com Henrique a 30 de maio de 1536, no Palácio de Whitehall, Whitehall, Londres, onze dias depois da execução de Ana Bolena. Joana tinha 28 anos e Henrique 44. Como Rainha, Joana era conhecida pela sua natureza pacífica. Ela conseguiu reparar a relação tensa entre Henrique e a sua filha Maria.
Quase um ano e meio depois do casamento, Joana deu à luz um herdeiro masculino, Eduardo VI, mas morreu doze dias depois de complicações pós-parto. Joana foi a única a receber um enterro real. Quando Henrique morreu, ele escolher ser enterrado ao lado dela na Capela de São Jorge, Castelo de Windsor. Não é claro se esta decisão foi puramente sentimental ou um sinal político tomado para reforçar a legitimidade do seu jovem herdeiro, Eduardo; ou ambos. 

## Ana de Cleves

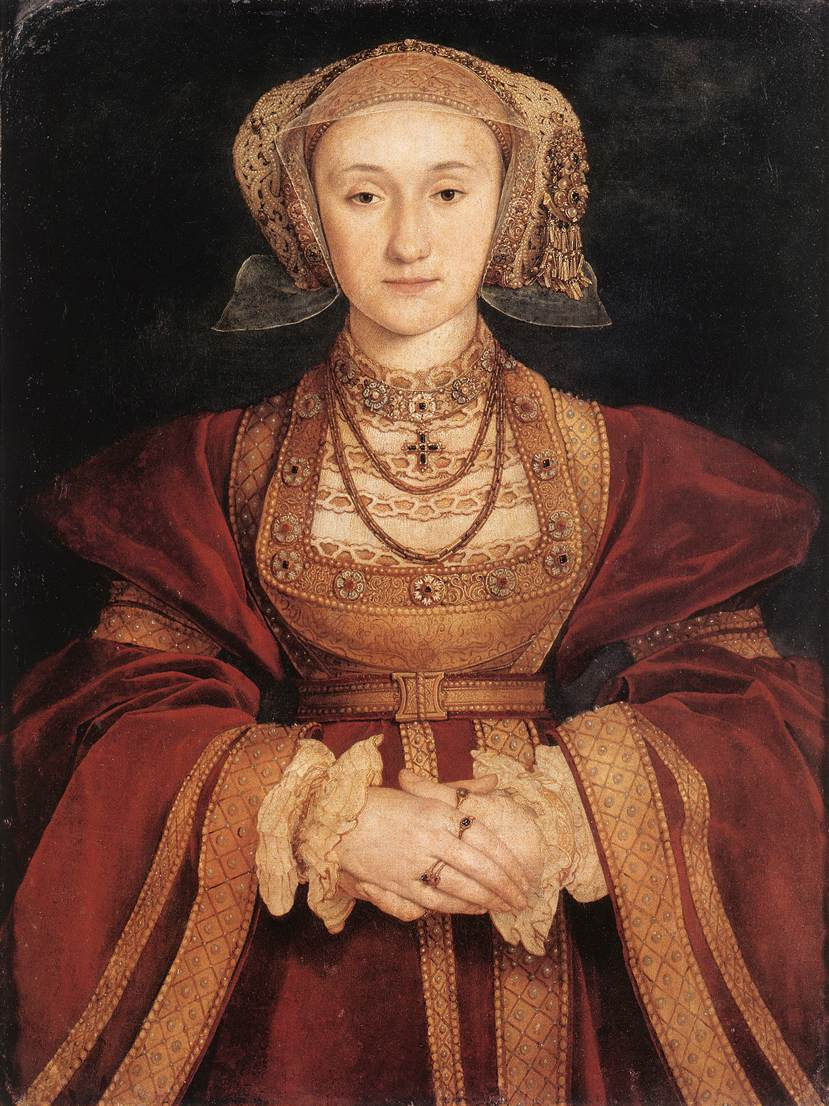
Ana de Cleves

Ana de Cleves (c. 22 de setembro de 1515 - 16 de julho de 1557) era uma princesa alemã, quarta esposa de Henrique e rainha consorte da Inglaterra, embora não coroada, por apenas seis meses em 1540, de 6 de janeiro a 9 de julho. Henrique pode-a ter descrevido como "Uma égua de Flandres", e o rótulo ficou.
Enquanto criança, Ana foi desposada a Francisco, o futuro Duque de Lorena, embora os planos nunca tenham acontecido. Em 1539, o ministro chefe de Henrique VIII, Thomas Cromwell, formou uma aliança entre Inglaterra e Cleves, e Henrique começou a considerar Ana como a sua quarta esposa. O retrato de Ana de Cleves foi pintado por Hans Holbein, o Jovem e enviado para o Rei Henrique para ser avaliado. O seu irmão Guilherme não permitiu que Holbein pintasse enquanto olhava diretamente para a cara de Ana e da sua irmã Amália, então elas tiveram que usar um véu enquanto eram pintadas. Henrique gostou do retrato de Ana e queria que ela fosse enviada a ele. Quando ela chegou, Henrique não ficou impressionado. Henrique queixou-se que ela não se parecia com o retrato. O seu pré-contrato de casamento com Francisco I de Lorena foi citado como causa para o anulamento seis meses depois. Ana não resistiu ao anulamento, alegando que o casamento não tinha sido consumado, e foi presenteada com generosos povoamentos incluindo o Castelo de Hever, a antiga casa dos Bolenas. Foi-lhe dado o título de "Querida Irmã do Rei" e foi uma amiga de longa data dele e dos seus filhos; Ana de Cleves tinha aproximadamente a mesma idade que a filha sobrevivente mais velha de Henrique VIII, Maria. Ela sobreviveu o Rei e todas as outros esposas, morrendo na Velha Mansão Chelsea a 16 de julho de 1557; a causa mais provável da sua morte é cancro. Ela foi enterrada na Abadia de Westminster a 3 de agosto.

## Catarina Howard

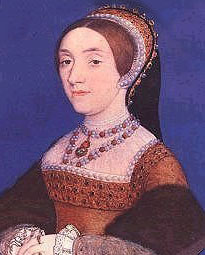
Catarina Howard

Catarina Howard (c. 1523 - 13 de fevereiro de 1542), foi a quinta mulher de Henrique, entre 1540 e 1542. Ela era filha de Edmund Howard e Joyce Culpeper, prima de Ana de Cleves, prima em segundo grau de Joana Seymour, e sobrinha de Tomás Howard, 3.º Duque de Norfolk. Ela foi criada na casa da esposa do seu avô Agnes Howard, Duquesa de Norfolk. O seu tio, o Duque de Norfolk, era um político proeminente na corte de Henrique, e ele assegurou-lhe um lugar na casa da quarta esposa de Henrique, Ana de Cleves, em 1540, onde Catarina chamou à atenção do Rei. Ela casou-se com ele a 28 de julho de 1540 no Palácio de Oatlands em Surrey, apenas 19 dias depois do anulamento do seu casamento com Ana. Ele tinha 49 anos, e ela ainda era uma adolescente, provavelmente com 17 anos.
A 1 de novembro de 1541, Henrique foi informado do seu alegado adultério com Thomas Culpepper, seu primo distante; Henry Mannox, que lhe tinha dado aulas de música privadas enquanto vivia com a esposa do seu avô; e Francis Dereham, o secretário da Duquesa, com quem ela tinha aparentemente uma relação sexual. Catarina ficou sem o seu título de Rainha em novembro de 1541 e foi decapitada em fevereiro de 1542 com base em traição por cometer adultério.

## Catarina Parr

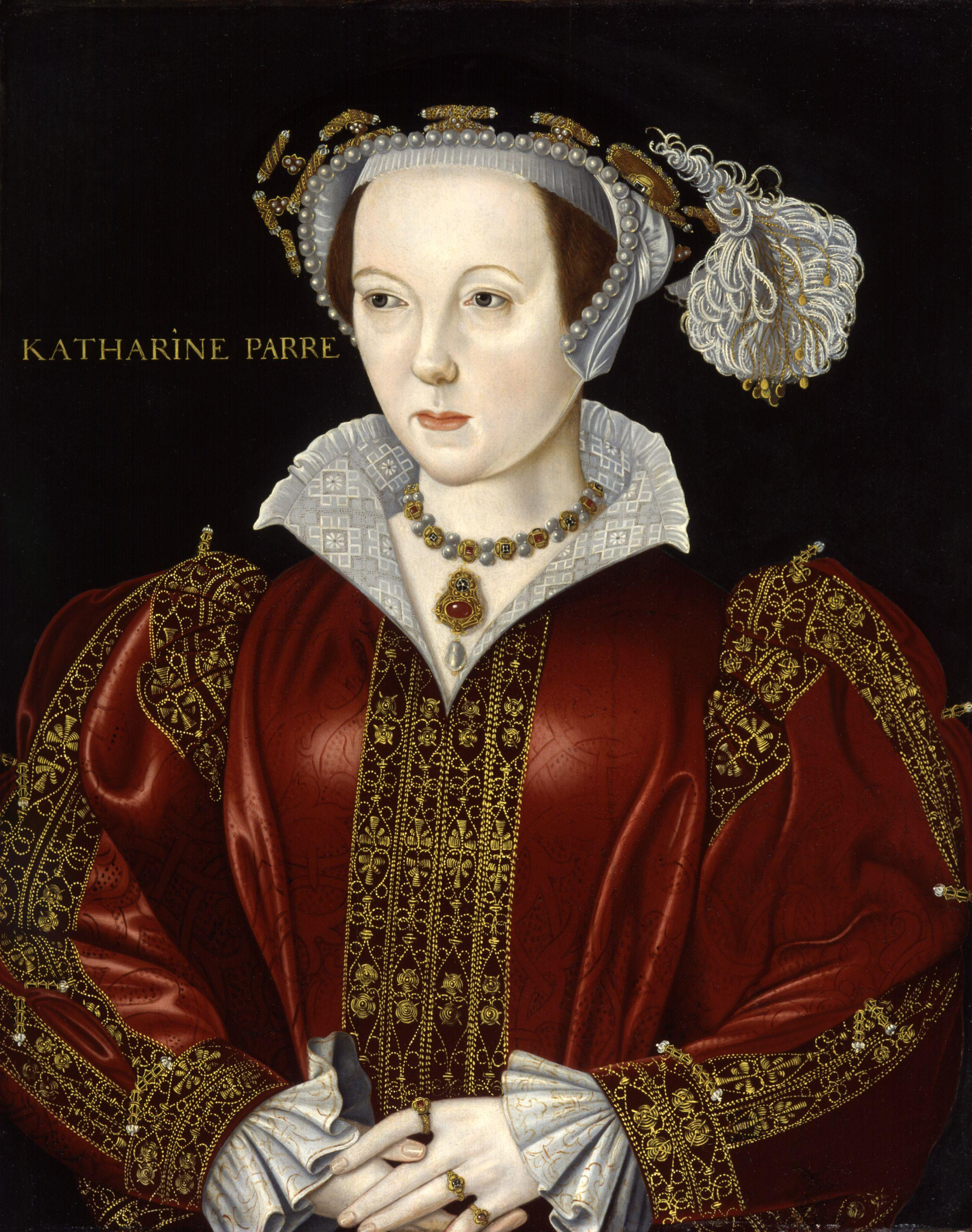
Catarina Parr

Catarina Parr (1512 - 5 de setembro de 1548), foi a sexta e última esposa de Henrique VIII, 1543-1547. Ela era filha de Tomás Parr e Maud Green. Pelo seu pai, Catarina era descendente de João de Gante, filho do Rei Eduardo III. Pela filha de João de Gante, Joana Beaufort, Condessa de Westmorland (trisavó de Henrique), ela era prima em terceiro grau de Henrique, uma vez removida.
Catarina mostrou-se ser a restauradora da corte de Henrique como uma casa de família para as suas crianças. Ela estava determinada a apresentar a casa real como unida para demonstrar força pela união. Talvez a sua conquista mais significativa foi o seu papel em conseguir passar o Terceiro Ato de Sucessão, confirmando o lugar de tanto Maria como Isabel na linha de sucessão ao trono apesar do facto de que ambas se tornaram ilegítimas pelo anulamento dos casamentos dos seus pais respetivamente. Na altura da passagem do ato, Catarina Parr tinha 31 anos, Maria tinha 27, Isabel tinha 10, e Henrique tinha 52. A confiança de Henrique em Catarina era tal que ele a escolheu para governar enquanto regente enquanto ele foi para a guerra na França, e no caso da perda da sua vida, ela deveria servir como regente até Eduardo, então com nove anos, ter idade suficiente. No entanto, quando Henrique morreu em 1547, Eduardo Seymour, 1.º Duque de Somerset efetivamente ficou com o cargo, sendo nomeado Protetor pelo Conselho de Regência.
Catarina também tem um papel especial na história, sendo a rainha mais casada da Inglaterra, tendo tido quatro maridos no total; Henrique foi o seu terceiro. Ela tinha enviuvado duas vezes antes de se casar com Henrique. Depois da morte de Henrique, ela casou com Tomás Seymour, tio do Príncipe Eduardo, com quem tinha formado uma ligação antes do seu casamento com Henrique. Ela teve uma filha com Seymour, Maria Seymour, mas morreu pouco depois do parto, com 35 ou 36 anos. Seymour foi executado por traição em 1549. A história de Maria é desconhecida, mas não se acredita que tenha sobrevivido à infância. Ela está enterrada no Castelo de Sudeley na cidade de Winchcombe.

## Ancestralidade
O rei Henrique VIII e todas as suas seis esposas eram parentes por meio de um ancestral comum, o rei Eduardo I da Inglaterra.

## Brasão de armas
| Brasão de armas | Período como rainha             | Observações | Emblemas |
| --------------- | ------------------------------- | --- | -------- |
|                 | Catarina de Aragão 1509–1533    | As Armas Reais, empaladas com as de seus pais, os Reis Católicos. O brasão: - Esquartelado, 1º e 4º grandes quadrantes: Em Vermelho, um castelo em Or (Reino de Castela), em Argento, Leão rampante em Púrpura (Reino de Leão). - 2º e 3º grandes quadrantes: Em Or, quatro paletas em Gules (Reino de Aragão), empalando; Em Or, quatro paletas em Gules, e nos flancos em Argento, uma águia exibida em Negro (Reino da Sicília). - No ponto de base, em Argento, uma romã Proper (Reino Nacérida). Suportes: - Dextra: Um leão em guarda em Or coroado imperialmente. - Sinistra: Uma águia apostólica em Negro (Águia de São João), com as asas elevadas, inscrita em Or. Emblemas: - A romã, a rosa e o feixe de flechas. O suporte da sinistra veio do brasão de armas de seu pai, Fernando II de Aragão, que exibia seu escudo no peito de uma águia apostólica de cabeça única. As insígnias de Catarina eram uma comemoração da conquista de Granada dos mouros, quando a superioridade dos arqueiros espanhóis obteve a vitória. Ambos os emblemas foram combinados com a Rosa de Tudor (o símbolo dinástico de Henrique). |          |
|                 | Ana Bolena 1533–1536            | As Armas Reais, impaladas com as de suas próprias armas como Marquesa de Pembroke, que faziam alusão a vários de seus ancestrais, embora remotos. O brasão: - Esquartelado em seis, 1º, 2º e 3º quadrantes, foram acrescentamentos; 1º: Em vermelho, três leões em Or, um rótulo em Azul, com três flores-de-lis em cada ponta em Or (Ducado de Lancaster); 2º: Em Azul, semé-de-lys em Or, um rótulo de três pontas em Vermelho (Casa capetiana de Anjou); 3º: Em vermelho, um leão em Or (Ducado de Aquitânia). - 4º: Em Or, um chefe recuado em Azul (Conde de Ormond), em Argento, um leão rampante em Negro coroado em Vermelho (Visconde de Rochford). - 5º: Em vermelho, três leões em Or, um selo de três pontas em Argento (Tomás de Brotherton). - 6º: Em Or e em Azul (Conde de Surrey). Suportes: - Dextra: Um leopardo com uma coroa real pendendo de uma corrente reflexa, sobre o dorso em Or. - Sinistra: Um grifo macho em Argento, armado e com tufos em Or, igualmente engalanado e acorrentado. Emblema: - Um falcão coroado segurando um cetro. Charles Boutell comentou que as: "As Armas Reais de Ana Bolena são as primeiras que exemplificam o uso, introduzido por Henrique VIII, de conceder a seus consortes "acrescentamentos" em suas armas paternas. É uma ilustração impressionante da condição degenerada da heráldica sob o segundo soberano Tudor". O suporte na direita tinha a intenção de representar o leopardo de Guiena (Aquitânia). O suporte da esquerda era uma criatura heráldica do emblema dos Bolena, descendentes dos condes de Ormond. O emblema do falcão foi concedido a Ana como Condessa de Pembroke, e também foi usado por sua filha, a Rainha Isabel I. |          |
|                 | Joana Seymour 1536–1537         | As Armas Reais, empaladas com as de suas próprias armas e as da família Seymour. O brasão: - Esquartelado em seis, 1º: um acrescentamento, em Or, sobre um monte em Vermelho, entre seis flores-de-lis em Azul, três leões em Or. - 2º: Em Vermelho, duas asas unidas em uma isca em Or (Duque de Somerset). - 3º: Veiros em Azul e Argento (Marquês de Hertford). - 4º: Em Argento, três leões rampantes, em Vermelho (Stiny). - 5º: Bandas em Argento e em Vermelho, três rosas (MacWilliams). - 6º: Em Argento, banda em Vermelho, três cabeças de leopardo em Or. Suportes: - Dextra: Um leão guardião em Or coroado imperialmente. - Sinister: Um unicórnio em Argento. Emblema: - Uma fênix saindo de um castelo, entre rosas de Tudor. Um conjunto alternativo de apoiadores para a Rainha Joana foi: "Dextra, um unicórnio em Argento, coroado em Or, com uma coroa dupla de margaridas brancas e rosas vermelhas; Sinistra, uma pantera incensada, listrada com várias cores, com uma coroa de cruzes patée e flores-de-lis alternadas e acorrentadas em Or." O emblema da fênix saindo das chamas foi concedido postumamente por seu filho, o Rei Eduardo VI, a seus parentes maternos (que se tornaram os Duques de Somerset), que continuam a usá-lo como brasão até hoje. |          |
|                 | Ana de Cleves January–July 1540 | As Armas Reais, impaladas com as de seu pai João III, Duque de Cleves. O brasão: - Esquartelado em sete, quatro em chefe e três em base, 1º: Em Vermelho, um escudo em Argento, no alto uma figura em Or (Cleves). - 2º: Em Or, um leão rampante em Negro (Ducado de Jülich). - 3º: Em Azul, um leão rampante coroado em Or (Casa de Schwarzburg). - 4º: Em Argento, um leão rampante com duas fileiras em Vermelho, coroado em Or (Ducado de Linburg). - 5º: Em Or, Argento e Vermelho (Condado de Mark). - 6ª: Em Argento, um leão rampante em Vermelho, coroado em Azul (Ducado de Berg). - 7ª; Argent, três chevrons em Vermelho (Condado de Ravensberg). Como alternativa, as armas de Cleves são usadas apenas com o seguinte brasão: - Em Vermelho, um escudo em Argento, no alto uma figura em Or (Cleves). Emblema: - Um leão rampante em Negro. - Uma figura em Or. O emblema do leão negro aparentemente foi derivado de sua mãe, Maria de Jülich-Berg, que era a única herdeira de Guilherme IV, o duque de Jülich-Berg. |          |
|                 | Catarina Howard 1540–1541       | As Armas Reais, empaladas com as suas próprias, concedidas pelo Rei. Suas armas incorporaram as de sua família, os Howards. O pai de Catarina, Lorde Edmund Howard, era o terceiro filho de Tomás Howard, 2º Duque de Norfolk. O brasão: - Esquartelado em quatro, O 1º e o 4º foram acrescentamentos, 1º: Em Azul, três flores-de-lis, em Or pálido, entre dois flashes em Arminho, cada um carregado com uma rosa em Vermelho. - 2º: Em Vermelho, três leões em Or, um selo de três pontas em Argento (Tomás de Brotherton). - 3°: Em Vermelho, uma banda entre seis cruzes de ouro em Argento, com um acrescentamento, o Escudo Real da Escócia tendo apenas um leão, que é perfurado pela boca com uma flecha (Howard). - 4º: Em Azul, dois Leões da Inglaterra, a borda do escudo carregada com quatro meias flores-de-lis em Or. Suportes: - Dextra: Um leão guardião em Or coroado imperialmente. - Sinistra: Um cavalo branco de Howard. |          |
|                 | Catarina Parr 1543–1547         | As Armas Reais, empaladas com as suas próprias, concedidas pelo Rei. As armas fazem alusão às de sua família e aos títulos de seu pai, Sir Tomás Parr. O brasão: - Esquartelado em seis, 1º: um acrescentamento, em Argento, sobre uma pila em Vermelho, entre seis rosas em Vermelho, três outras rosas em Argento. - 2º: Em Argento, duas barras em Azul, dentro de uma bordadura gravada em Negro (Parr). - 3°: Em Or, três botos de água em Negro (Ross de Kendal). - 4º: Veiro, uma faixa em Vermelho (Marmion). - 5º: Em Azul, três chevrons entrelaçados na base, um chefe em Or (Barão FitzHugh). - 6º: Em Verde, três figuras em Or (Green). Suportes: - Dextra: Um leão guardião em Or coroado imperialmente. - Sinistra: Uma pantera incensada, listrada de várias cores, com uma coroa de cruzes patée e flores-de-lis alternadas e acorrentadas. Emblema: - A cabeça de uma donzela coroada, saindo de uma grande Rosa de Tudor. O suporte da sinistra foi herdado de seu avô materno Guilherme FitzHugh, 4º Barão FitzHugh. Seu emblema foi concedido pelo rei e combinava o emblema da Rosa de Tudor de Henrique com um emblema anterior usado pela família da rainha. A Casa de Parr tinha assumido como distintivo "uma cabeça de donzela, revestida de arminho e ouro, com o cabelo de última geração e as têmporas circundadas por rosas vermelhas e brancas". Isso eles herdaram do emblema de Ross, de Kendal. |          |

## Na cultura popular

### Adaptações teatrais
Six é um musical pop-rock com cada uma das esposas de Henrique. Um grande tema do espetáculo é que deviam ser as mulheres a contar as suas histórias e o quão mais há nas suas histórias do que como as suas relações com Henrique acabaram. O musical foi escrito por Toby Marlow e Lucy Moss. Começou em Edimburgo em 2017, indo até ao West End em janeiro de 2019. Em maio de 2019, Six teve a sua estreia norte-americana no Teatro Chicago Shakespeare, e foi até à Broadway em março de 2020. O slogan do espetáculo, "Divorciada. Decapitada. AO VIVO em concerto", alude à rima que descreve o destino das rainhas.